# Station Płoty
Station Płoty is een spoorwegstation in de Poolse plaats Płoty.